# Basílica de Santa María la Mayor

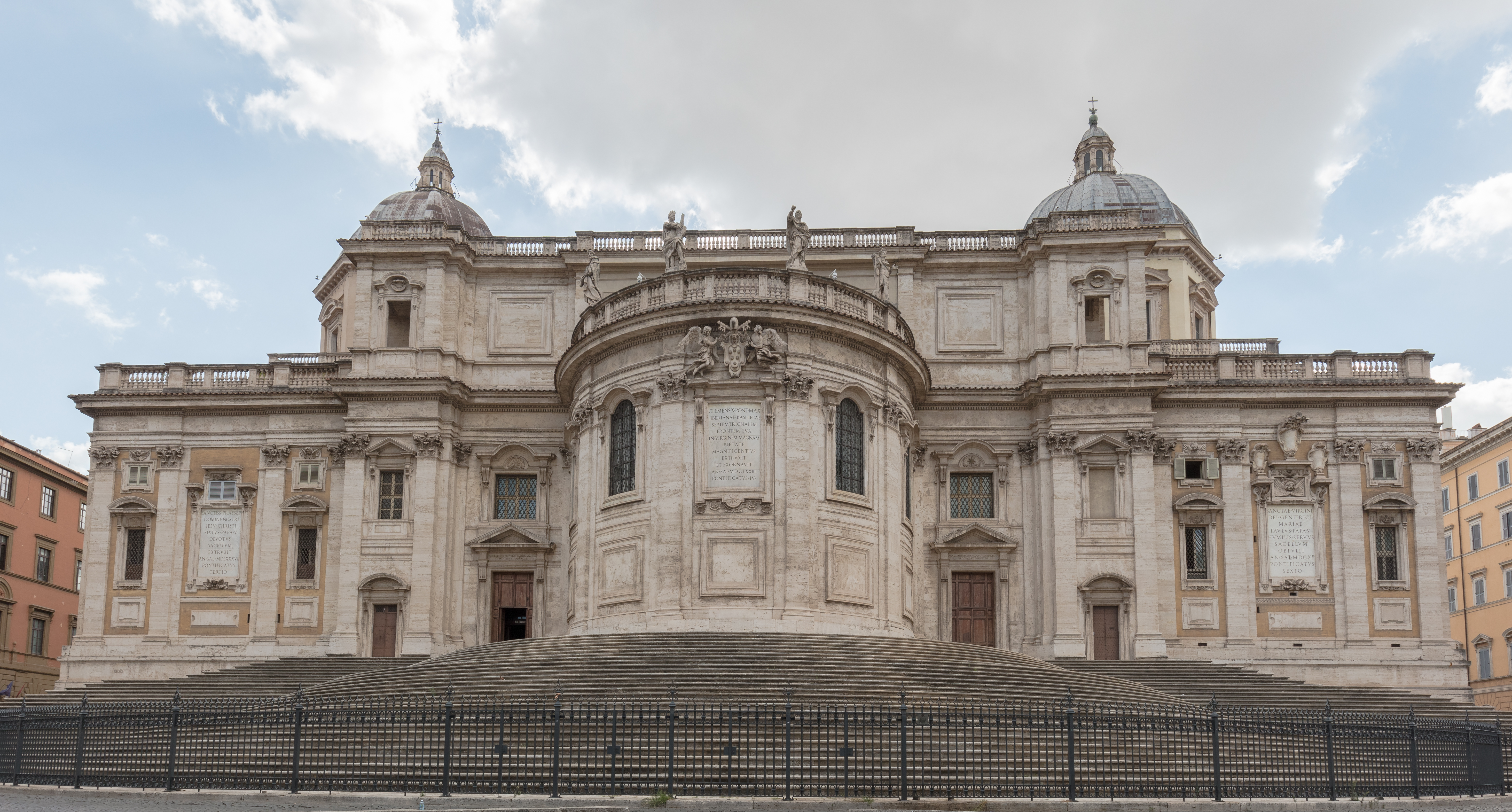
Vista exterior del ábside de S.ª María la Mayor.

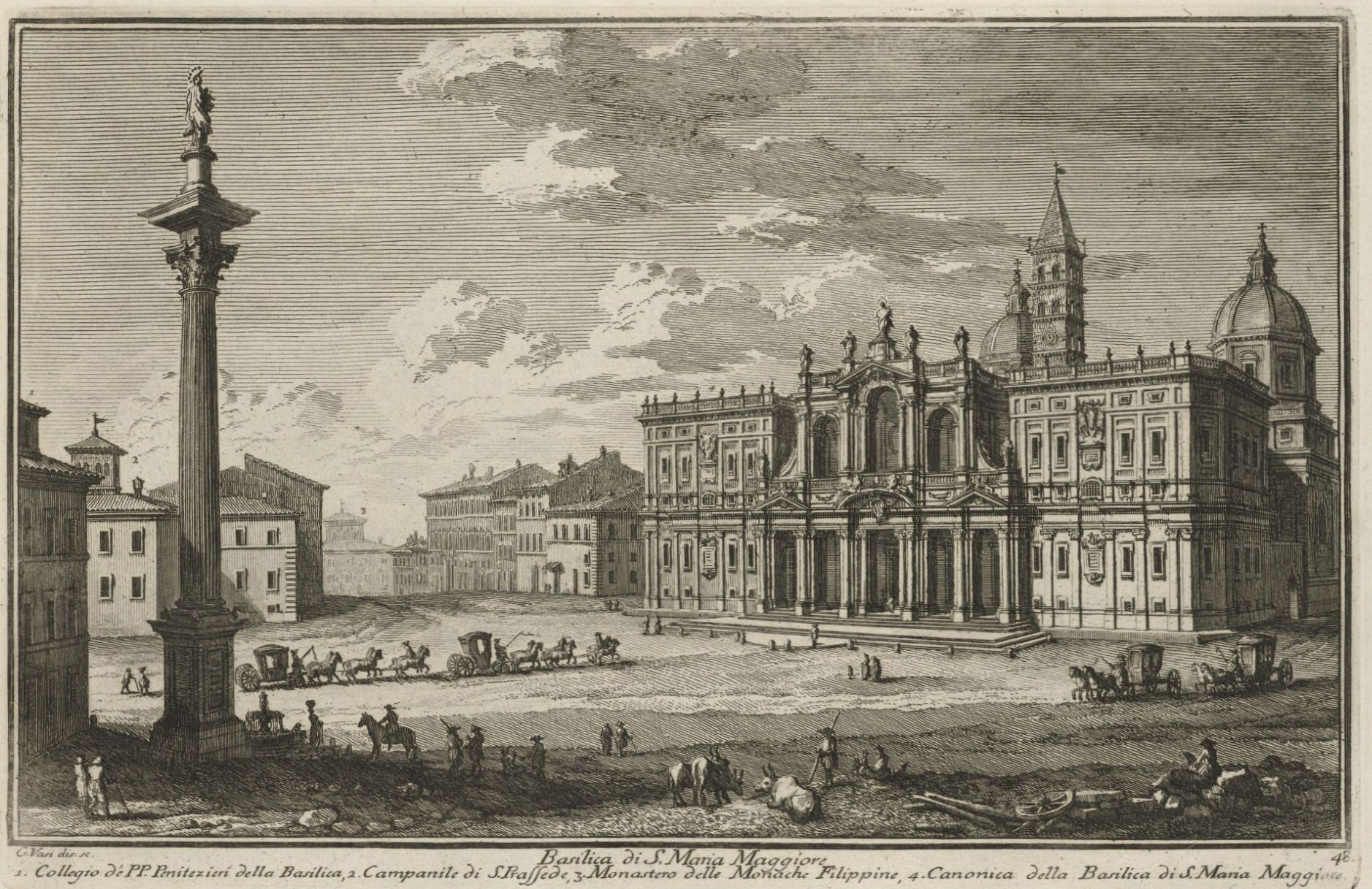
La fachada en un grabado de Giuseppe Vasi, hacia 1746.

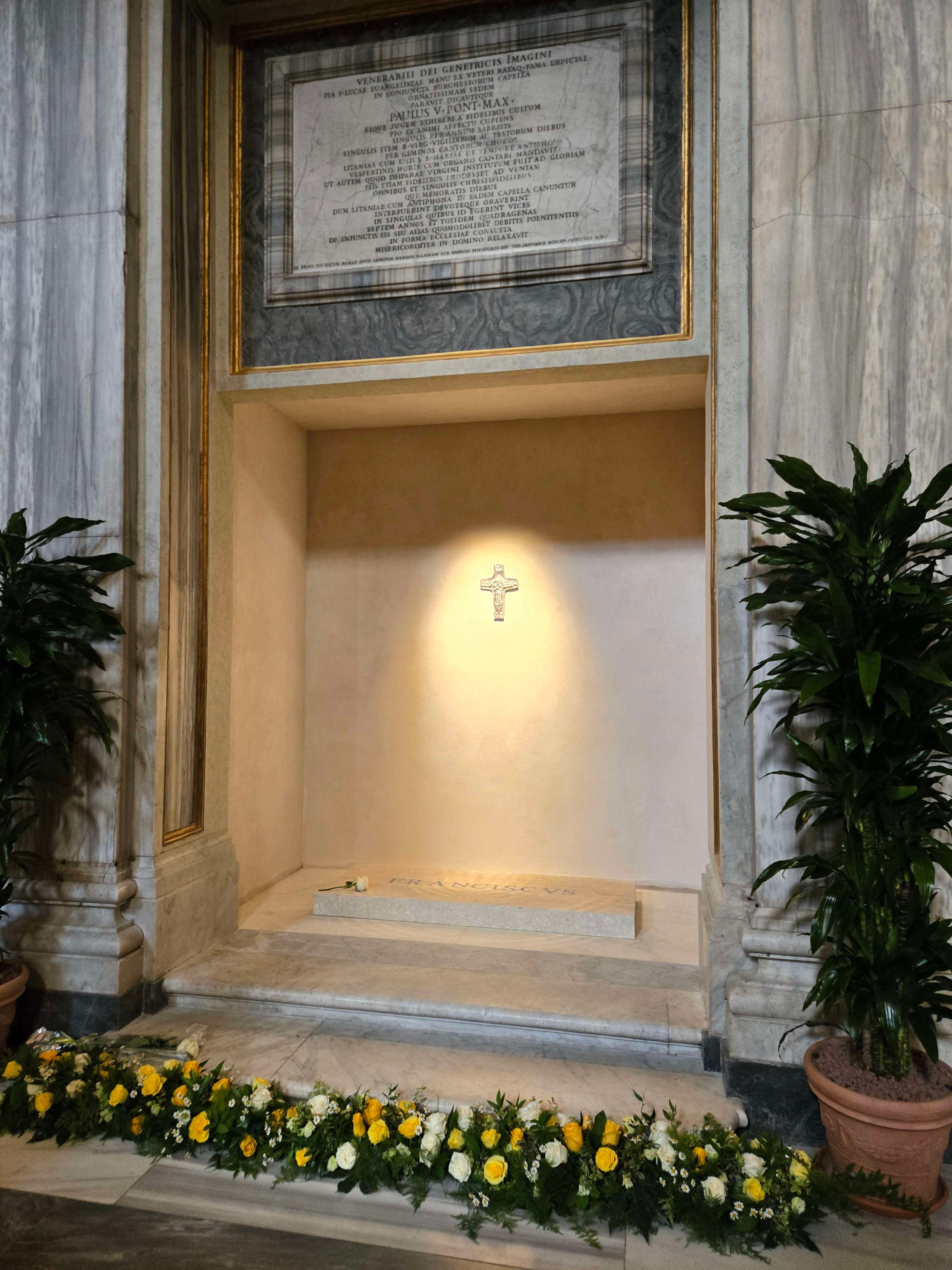
Tumba del Papa Francisco

La basílica de Santa María la Mayor (en italiano: Basilica di Santa Maria Maggiore), también conocida como basílica de Santa María de las Nieves y Basílica Liberiana, es una basílica católica situada en Roma, Italia. Es una de las cuatro basílicas mayores y una de las cinco basílicas patriarcales asociadas con la Pentarquía, junto a San Juan de Letrán, San Lorenzo Extramuros, San Pedro y San Pablo Extramuros. En la basílica están sepultados ocho papas, entre ellos Clemente VIII, Paulo V, Sixto V, san Pío V y Francisco.
La Basílica Liberiana es uno de los tituli, presidida por un patrón —en este caso, el papa Liberio— que alojó a las mayores congregaciones de los primeros cristianos en Roma. Construida sobre un templo pagano de Cibeles, Santa María la Mayor es (junto con la basílica de Santa Sabina, algo posterior) la única iglesia romana que conserva la planta estrictamente basilical y la estructura paleocristiana primitiva. El alzado, en cambio, no se mantiene en su estado original debido a los varios proyectos de construcción adicionales (casi todas intentando imitar el estilo primitivo) y los daños del terremoto de 1348. El nombre de la iglesia contiene dos términos grandiosos: el de basílica mayor, en oposición a una basílica menor, y el de Virgen María. La basílica es la iglesia más grande e importante de las dedicadas en Roma al culto mariano.
Después de que el papado de Aviñón acabase formalmente y los papas regresaran a Roma, la basílica de Santa María la Mayor se convirtió en residencia temporal de los papas debido al estado de deterioro en que se encontraba el Palacio de Letrán. La residencia papal se trasladó posteriormente al palacio del Vaticano en lo que actualmente es la Ciudad del Vaticano. La basílica es una de las iglesias que se deben visitar en el peregrinaje de las siete iglesias de Roma para alcanzar la indulgencia plenaria en Año Santo. En 1990 fue incluida en la lista del Patrimonio de la Humanidad en Europa por la Unesco, con el número de identificación 91-004.
La Iglesia católica conmemora la festividad de su dedicación el 5 de agosto.

## Basílica patriarcal
Al ser una basílica patriarcal, Santa María la Mayor es usada a menudo personalmente por el papa. Lo más destacado es su presidencia de la Fiesta de la Asunción de la Virgen, que se celebra anualmente cada 15 de agosto en la basílica. En los últimos pontificados (Juan Pablo II y Benedicto XVI) por caer esta solemnidad dentro del descanso estival del sumo pontífice en la residencia de verano, el papa no concurre personalmente a esta celebración, a la cual envía un cardenal legado. El papa, mientras, preside la misa solemne en la Iglesia de Santo Tomás de Villanueva, vecina a la residencia veraniega de Castelgandolfo.
Esta basílica también sirve como punto de término de la procesión de Corpus Christi encabezada por el sumo pontífice, que se realiza el segundo jueves después de Pentecostés por la tarde, saliendo desde la Basílica de San Juan de Letrán por la vía Merulana hasta Santa María la Mayor.
Un alto altar con baldaquino dedicado al papa se usa tan solo por el pontífice — salvo unos pocos sacerdotes escogidos, incluyendo al arcipreste. El papa da el cargo de la Basílica de Santa María la Mayor a un arcipreste, normalmente un arzobispo hecho cardenal en consistorio. El arcipreste era anteriormente el Patriarca latino de Antioquía, un título abolido en 1964.
El actual arcipreste de la Basílica de Santa María la Mayor es el cardenal lituano Rolandas Makrickas, el papa León XIV le nombró para este cargo el 4 de julio de 2025.
Además del arcipreste y clero que lo sirve, un capítulo de canónigos residen en la Basílica de Santa María la Mayor. A ello cabe añadir los frailes franciscanos de la Inmaculada que sirven la iglesia diariamente en la sacristía, y los frailes dominicos que constituyen el Colegio de Penitenciarios de la Ciudad de Roma (ofreciendo confesión y administrando sacramentos).
Conforme a lo establecido en los Pactos de Letrán entre Italia y la Santa Sede, la Basílica de Santa María la Mayor y su palacio anexo, al igual que las otras basílicas patriarcales romanas y sus palacios, forma parte de Italia, pero en ellos la Santa Sede goza de derechos de extraterritorialidad.
En el primer día de su pontificado, el papa Francisco visitó la Basílica, donde realizó una ofrenda floral y rezó ante el icono de la Virgen Salus Populi Romani (Protectora del Pueblo Romano). El mismo Francisco decidió que sus restos mortales reposen en la misma, en una cripta escueta y sencilla con la sola inscripción «FRANCISCUS» y la «cruz del buen pastor», que usaba como pectoral, a la vista. Rompió con la tradición de muchos de sus predecesores de ser inhumados en las criptas de la basílica de San Pedro, aunque no es el único pontífice cuyos restos mortales se encuentran en Santa María la Mayor, existiendo además siete tumbas de otros sumos pontífices, como también de otras figuras, como el escultor Gian Lorenzo Bernini.

### Vinculación española
El 7 de octubre de 1647, mediante la Constitución apostólica Sacri Apostolatus, el papa Inocencio X, recogiendo los deseos del rey de España Felipe IV, erige la Obra Pía de Santa María la Mayor, por la que se asignaba una renta anual al cabildo de la basílica a cambio de honores litúrgicos y preces para la Monarquía española. Desde entonces, los reyes de España han sido protocanónigos honorarios del Cabildo Liberiano de la Basílica de Santa María la Mayor.
Tras diversas vicisitudes durante la Segunda República española y el primer franquismo, el 27 de agosto de 1953 se firma el Concordato entre la Santa Sede y España, por el que, entre otras cosas, se renueva dicho privilegio mediante la bula Hispaniarum fidelitas (de 5 de agosto de ese año), como se recoge en el párrafo primero del artículo XIII: «En consideración de los vínculos de piedad y devoción que han unido a la Nación española con la Patriarcal Basílica de Santa María la Mayor, la Santa Sede confirma los tradicionales privilegios honoríficos y las otras disposiciones en favor de España». En tal sentido, 10 de febrero de 1977, su Majestad el rey Juan Carlos I aceptó su nombramiento como protocanónigo honorario, pronunciando un discurso ante el cabildo de la basílica.

## Arquitectura

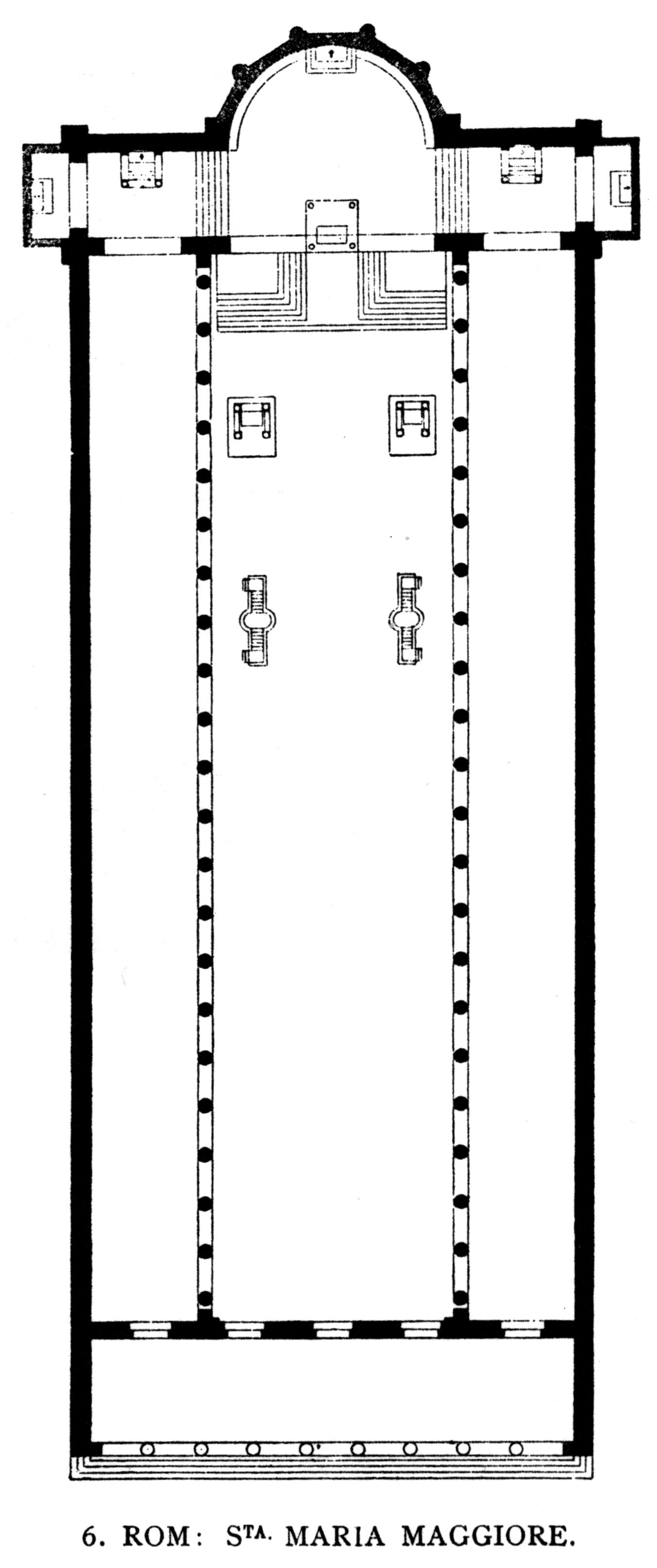
Plano de la basílica según el plan original.

Es un edificio que muestra estilos arquitectónicos diversos, desde el paleocristiano hasta el Barroco. Esta iglesia, con sus nobles proporciones, mosaicos e imponentes capillas resume las grandes etapas del arte cristiano en Roma.

### Origen

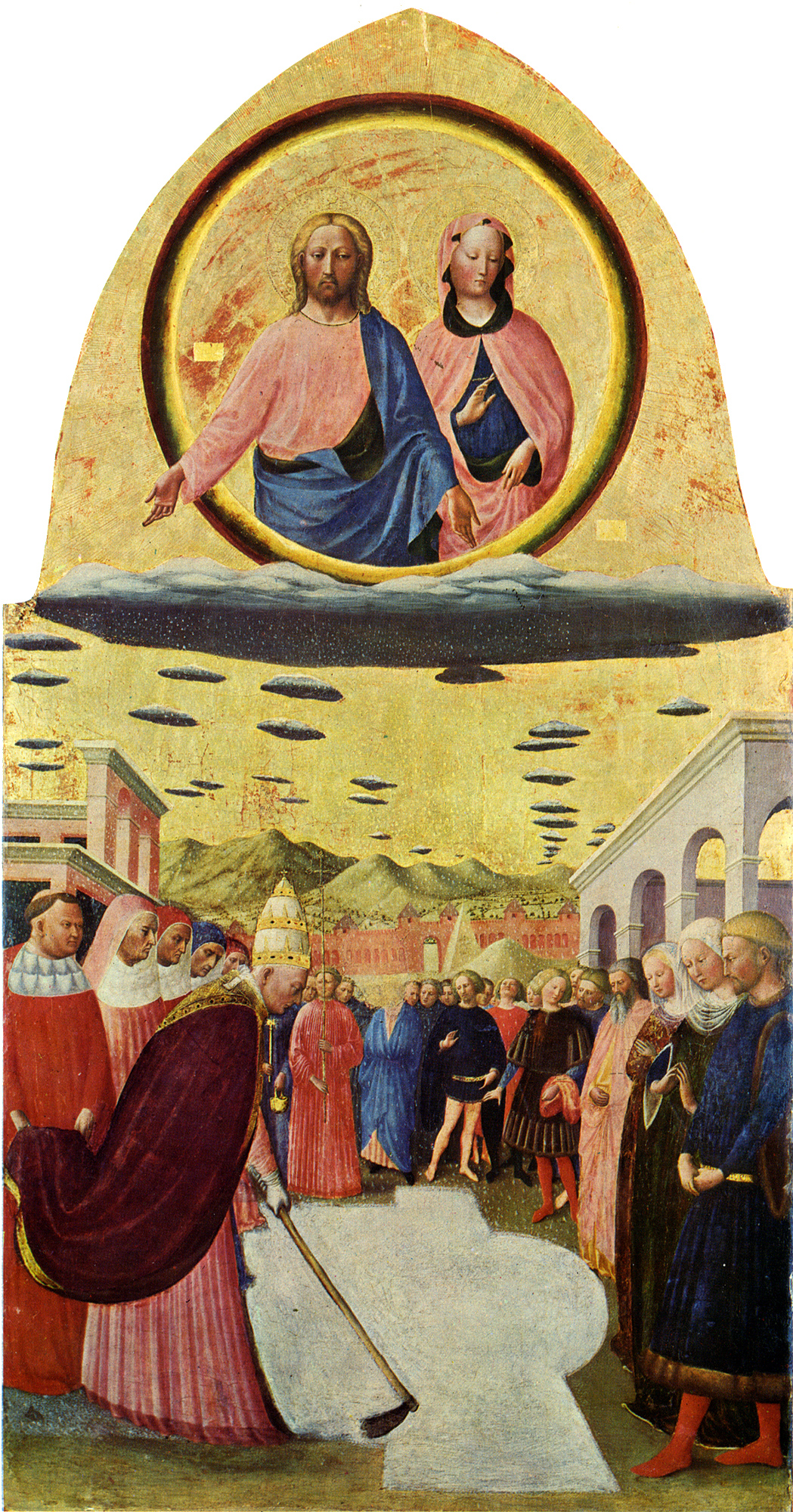
Leyenda de la fundación de la basílica por el milagro de la nieve, por Masolino da Panicale.

Según la Enciclopedia Católica, el papa Liberio encargó la construcción de la Basílica Liberiana, hacia 360. Quería un santuario construido en el lugar donde se produjo una aparición de la Virgen María ante un patricio local y su esposa. Según la tradición, estos carecían de un heredero, y la Virgen en sueños les dijo que les indicaría dónde construir un templo. El perfil de la iglesia fue dibujado en el suelo por una milagrosa nevada que ocurrió el 5 de agosto de 358 en lo alto del monte Esquilino. Dedicado a la Virgen María bajo el título de "Nuestra Señora de las Nieves", los católicos locales conmemoraban el milagro en cada aniversario lanzando pétalos de rosa blanca desde la bóveda durante la misa festiva.
De este antiguo edificio sólo quedaría un pasaje del Liber Pontificalis que afirma que fecit basilicam nomini suo iuxta Macellum Liviae.

### Basílica antigua
Sobre la iglesia precedente, erigida según la tradición por Liberio, el papa Sixto III (432-440) ordenó la construcción de una iglesia dedicada al culto de la Virgen, poco después de haberse afirmado el dogma de la maternidad divina en el Concilio de Éfeso (431). El papa construyó una «gruta de la Natividad» similar a la de Belén, donde se colocaron las reliquias de la Santa Cuna y gracias a la cual la basílica adquirió el nombre de Santa Maria Ad Praesepem. Contiene muchos antiguos mosaicos de este periodo. Tiene planta de tres naves. Las columnas jónicas, de fuste liso monolítico y mármol veteado ateniense, sostienen un entablamento clasicista y separan las naves laterales de la central. Estas columnas se asientan sobre un plinto con basa ática y todo hace sospechar que proceden de algún edificio de la Roma antigua o de la primera basílica.
La propia basílica fue restaurada y ampliada por varios papas durante la Edad Media, incluyendo a Eugenio III (1145-1153), Nicolás IV (1288-92) o Clemente X (1670-76). En su interior una de las obras principales es el espléndido ciclo de mosaicos en el arco triunfal sobre la Vida de la Virgen, que data del siglo V, que muestra aún las características estilísticas del arte romano tardío bajo la influencia del estilo más hierático del arte bizantino. Son escenas de la Infancia de Cristo, contiene también una escena según los Evangelios apócrifos.
De época medieval es igualmente el suelo de mármol estilo cosmati, como el que puede verse en la tumba del cardenal Rodríguez (1299), a la derecha del altar.
En el siglo XIV, durante el pontificado de Nicolás IV fue realizado el mosaico del ábside, con la Coronación de María, obra de Jacopo Torriti, un fraile franciscano. De la misma época son los mosaicos de la fachada, obra de Filippo Rusuti.
El campanario medieval es el más alto de Roma, de unos 75 metros.

### Modificaciones posteriores

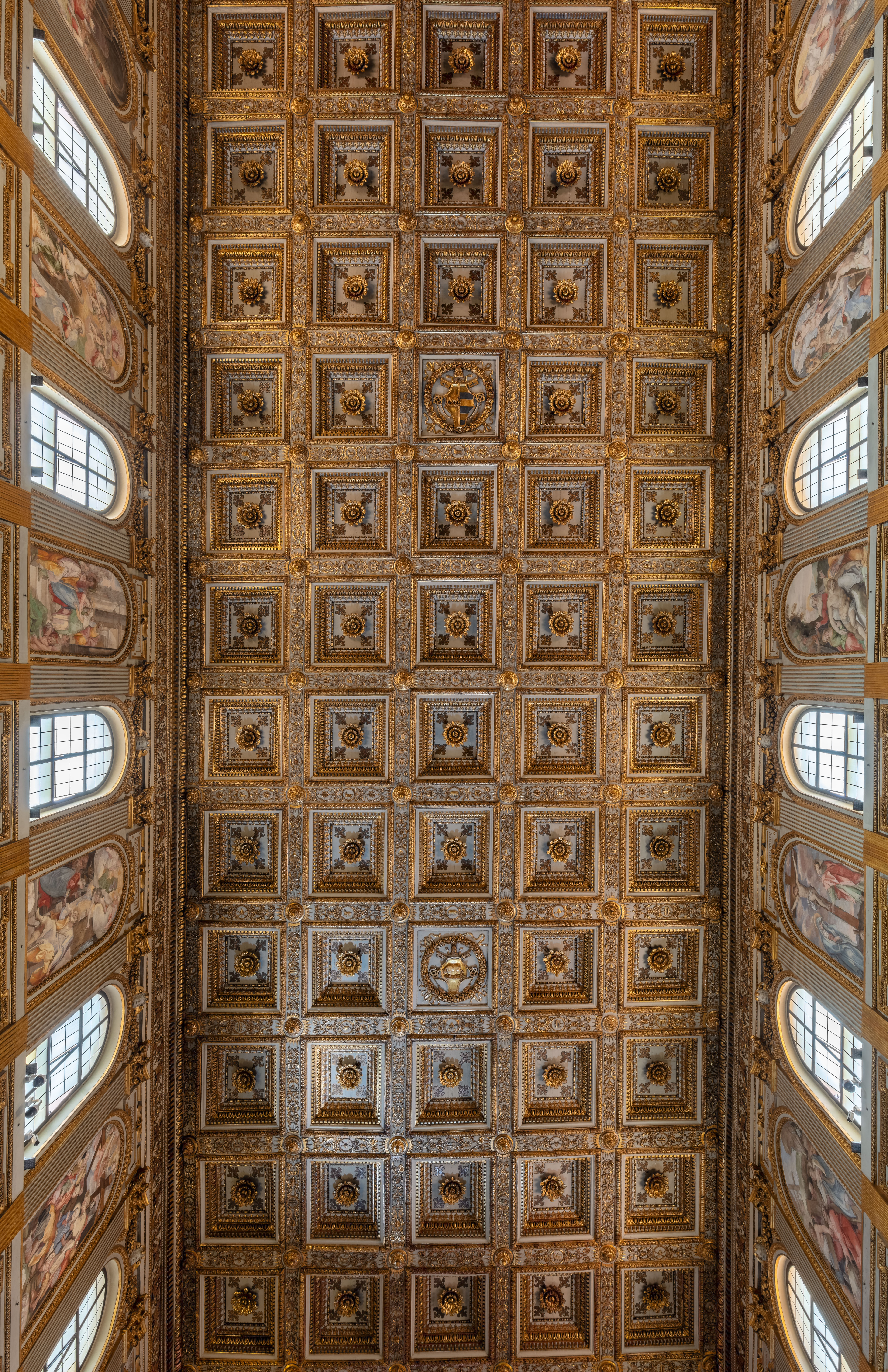
Artesonado del techo por Giuliano da Sangallo.

El artesonado del techo es renacentista, del siglo XVI, sigue un diseño de Giuliano da Sangallo; se dice que fue dorado con el primer oro traído desde América, regalado por los Reyes Católicos al papa español Alejandro VI. El interior sufrió una amplia renovación que afectó a todos sus altares entre los años 1575 y 1630.
El ábside externo, vuelto hacia la plaza del Esquilino, es obra de Carlo Rainaldi, que presentó al papa Clemente IX un proyecto menos caro que el de su contemporáneo Bernini.
De la época barroca son las fachadas, las cúpulas y las capillas. Benedicto XIV (1740-58) encargó en los años 1740 a Ferdinando Fuga edificar la actual fachada y modificar el interior. La fachada, con su logia, data de 1743, y no afectó a los mosaicos de la fachada. El ala de la canónica (sacristía) queda a su izquierda y un ala semejante está a la derecha (diseñada por Flaminio Ponzio) lo que da al frente de la basílica el aspecto de un palacio frente a la plaza de Santa María la Mayor.

### Capilla Sixtina

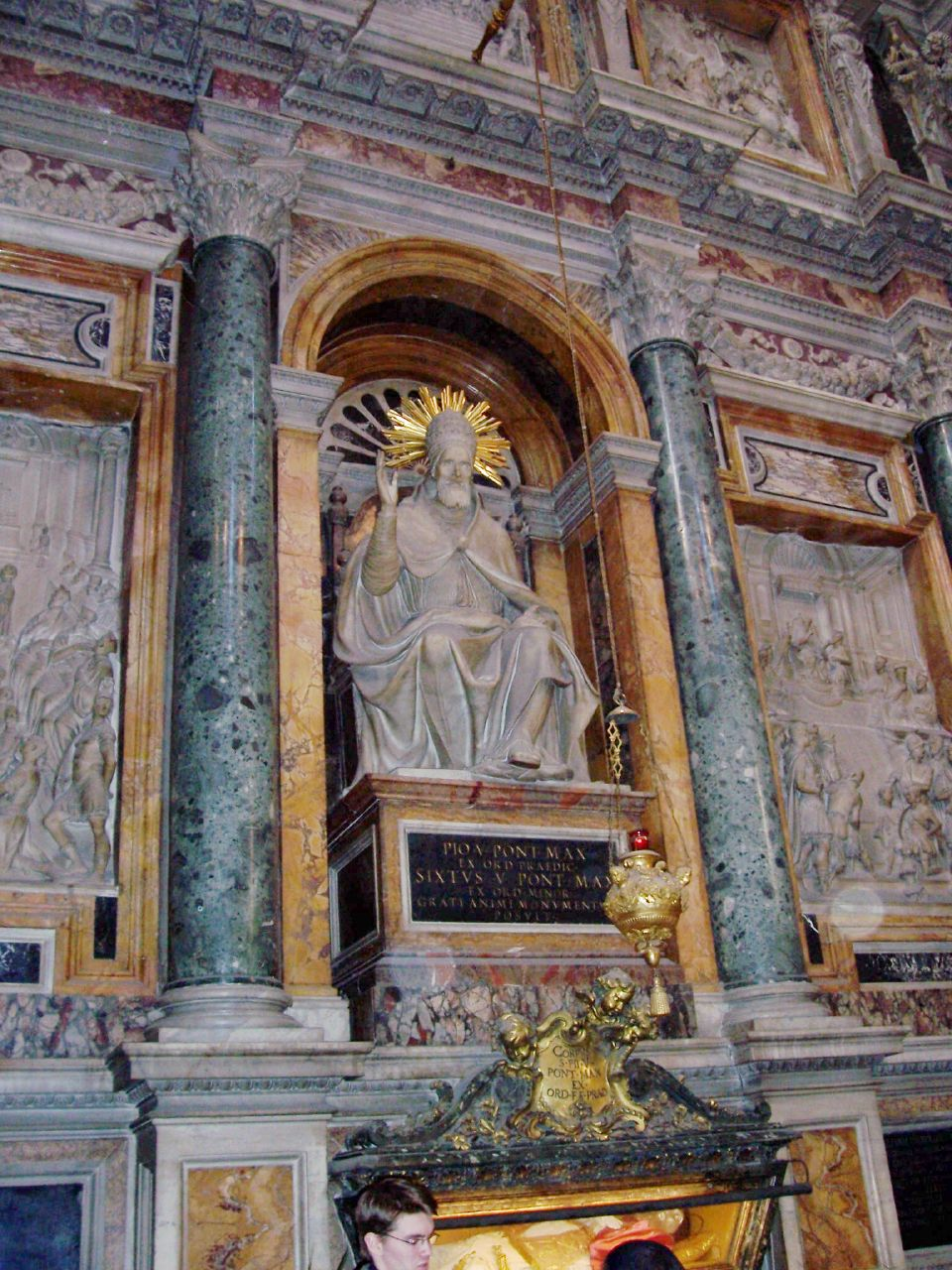
Tumba del papa Pío V, en la capilla Sixtina.

En la nave de la derecha está la Capilla sixtina (no confundir con la Capilla Sixtina del Palacio Apostólico), donde está enterrado el papa Sixto V, quien en realidad la mandó construir para albergar el Santo Pesebre (el cual finalmente terminó en la cripta). Está trazada según diseño de Domenico Fontana, finalizado más tarde por Carlo Fontana, con cubrimiento de mármol.
Sixto V mandó construir la capilla dedicada al Santísimo Sacramento para custodiar el belén de Nazareth. Mantiene el antiguo Oratorio del Belén, realizado por Arnolfo di Cambio durante el siglo XIII.
La obra se ejecutó entre 1587 y 1589. Como en su capilla gemela, la Paulina, varios son los artistas que intervinieron en su ejecución. Hizo ejecutar un ciclo de frescos en los muros que ocultaron algunas de las ventanas paleocristianas. Aquí están enterrados Sixto V y San Pío V, que lo nombró cardenal. Cada uno de ellos tiene un monumento funerario, muy parecidos.

### Capilla Paulina
La Capilla paulina (Cappella Paolina), también llamada Capilla Borghese, tiene su origen en junio de 1605, cuando el papa Paulo V decide su edificación, con cruz griega y dimensiones de una iglesia pequeña para ser su lugar de enterramiento. Fue edificada para custodiar la imagen de la Virgen "Salus Populi Romani" bajo encargo de Paulo V. La parte arquitectónica fue realizada por Flaminio Ponzio, a quien se relaciona con la planta de la capilla gemela de Sixto V. Completada la estructura en el año 1611, fue consagrada el 27 de enero de 1613. La parte decorativa, con mármoles de colores, oro y piedras preciosas, se terminó en 1616. En las paredes laterales están dos tumbas papales, la de Clemente VIII y la de Paulo V, con una arquitectura de arco triunfal en cuyo interior está la estatua y bajorrelieves pictóricos.
La parte escultórica fue realizada entre 1608 y 1615 por un heterogéneo grupo de artistas: Silla da Viggiù, que llevó a cabo la parte mayor del trabajo, con las dos estatuas papales, Bonvicino, Vasoldo, Cristoforo Stati, Nicolò Cordieri, Ippolito Buzio, Camillo Mariani, Pietro Bernini, Stefano Maderno y Francesco Mochi.

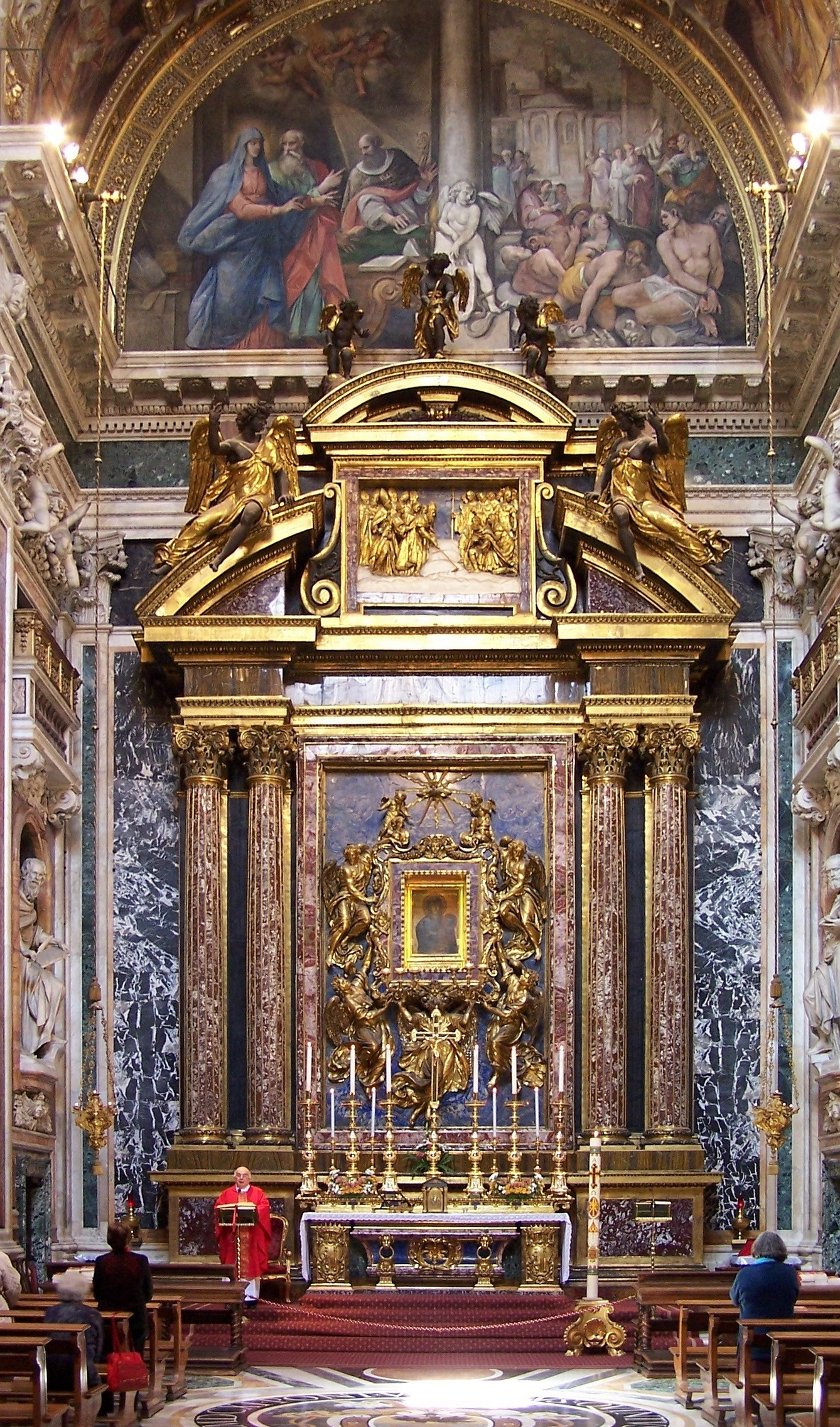
Altar de la capilla Paulina en donde se observa el icono de la "Salus Populi Romani" (Protectora del Pueblo Romano).

La dirección de las tareas pictóricas de los frescos fue confiada a Giuseppe Cesari, Il Cavaliere d'Arpino, que realizó la cúpula y la luneta sobre el altar. Ludovico Cigoli pintó la cúpula mientras que Guido Reni fue el autor principal de las figuras de santos, en los cuales pudieron intervenir igualmente Domenico Passignano, Giovanni Baglione y Baldassare Croce; intervinieron posteriormente Giovanni Lanfranco, y Pietro Bellori, transformando un ángel en la Virgen.
En la capilla Borghese se encuentra la tumba de Paulina Bonaparte, hermana de Napoleón. La obra más destacada de esta capilla es el bajorrelieve del frontispicio representando al papa Liberio; es obra de Maderno.

### Exterior
A la derecha de la fachada de la basílica existe un monumento conmemorativo que representa a una columna en forma de un cañón hacia arriba coronado por una cruz: fue erigido por el papa Clemente VIII para celebrar el fin de las Guerras de religión de Francia.
La columna mariana erigida en 1614, según diseño de Carlo Maderno es el modelo de numerosas columnas marianas erigidas en los países católicos en acción de gracias por la remisión de la peste durante la época barroca (un ejemplo es la Columna de la Santísima Trinidad en Olomouc, República Checa). La columna en sí es lo único que queda de la Basílica de Majencio y Constantino en Campo Vaccino, que es como se llamó al foro romano hasta el siglo XVIII. En 1611 se le añadió una estatua de bronce, representando a la Virgen y el Niño. La fuente de Maderno en la base combina las águilas y los dragones heráldicos de Paulo V.
La columna en la plaza conmemora el famoso icono de la Virgen María en la capilla Paulina de la basílica. Es conocida como Salus Populi Romani, o Salud de los romanos, debido a un milagro en el que el icono, sacado en procesión en tiempos del papa san Gregorio, terminó con la epidemia de peste que diezmaba la ciudad. El icono tiene al menos mil años de antigüedad, y según la tradición fue pintado del natural por Lucas el Evangelista. Recientes dataciones por medio de la radiación del carbono han establecido que el icono tiene aproximadamente dos mil años, con lo que se refuerza esta tradición sagrada.

### Lista de las principales obras de arte en la basílica

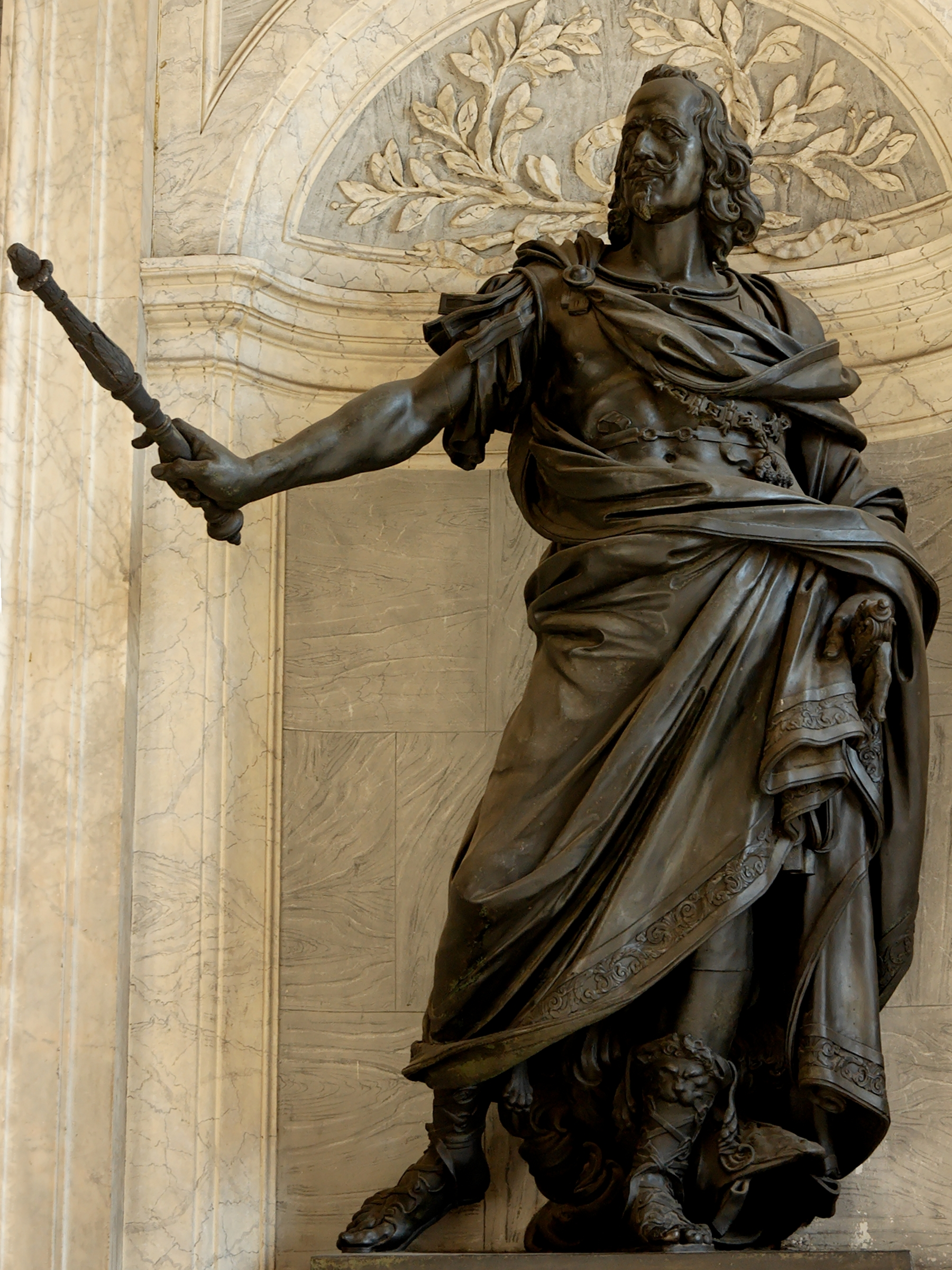
Estatua de Felipe IV de España, en el pórtico, según diseño de Bernini.

- Monumento funerario del papa Clemente IX (1671) por Carlo Rainaldi con el busto papal elaborado por Domenico Guidi.
- Catafalco temporal para Felipe IV de España diseñado en 1665 por Rainaldi
- Monumento funerario del papa Nicolás IV, diseñado por Domenico Fontana en 1574.
- Busto de Costanzo Patrizi por Algardi.
- Frescos de la sacristía por Passignano y Giuseppe Puglia.
- San Cayetano sosteniendo al Niño, por Bernini.
- Escultura alta de altar por Pietro Bracci, (h. 1750).
- Busto de Pío IX (1880) por Ignazio Jacometti.
- Frescos de la capilla paulina, por Guido Reni.
- Frescos para el monumento del papa Clemente VIII, por Giovanni Lanfranco.
- Tumbas de la Capilla Cesi, por Guglielmo della Porta.
- Esculturas del altar, confessio y presepio por Arnolfo di Cambio, hacia 1290

### Cripta de Belén
Bajo el santuario de la Basílica de Santa María la Mayor está la cripta de Belén o gruta de la Natividad, donde se encuentran enterradas figuras destacadas de la historia católica. Tiene un altar y asientos para celebrar la eucaristía. Aquí se guardan la reliquias de fragmentos de madera y brizna de la paja de la Santa Cuna que se cree utilizada en la Natividad de Jesús. Dicho relicario fue donado por María Manuela Pignatelli de Aragón y Gonzaga, duquesa de Villahermosa. El relicario en forma de cuna realizado en cristal y coronado por el Niño Jesús recostado sobre paja de oro, fue ejecutado por el arquitecto italiano Giuseppe Valadier en el 1797.
Aquí celebró su primera misa como sacerdote san Ignacio de Loyola el 25 de diciembre de 1538. Más tarde creó la Compañía de Jesús.
En la cripta de Belén está enterrado san Jerónimo, doctor de la iglesia, quien tradujo la Biblia al latín en el siglo IV (la Vulgata). El cuerpo del papa san Pío V fue enterrado aquí; Gian Lorenzo Bernini también descansa en la basílica. Su tumba se halla bajo una gastada losa de mármol blanco, a la derecha del altar.

## Galería

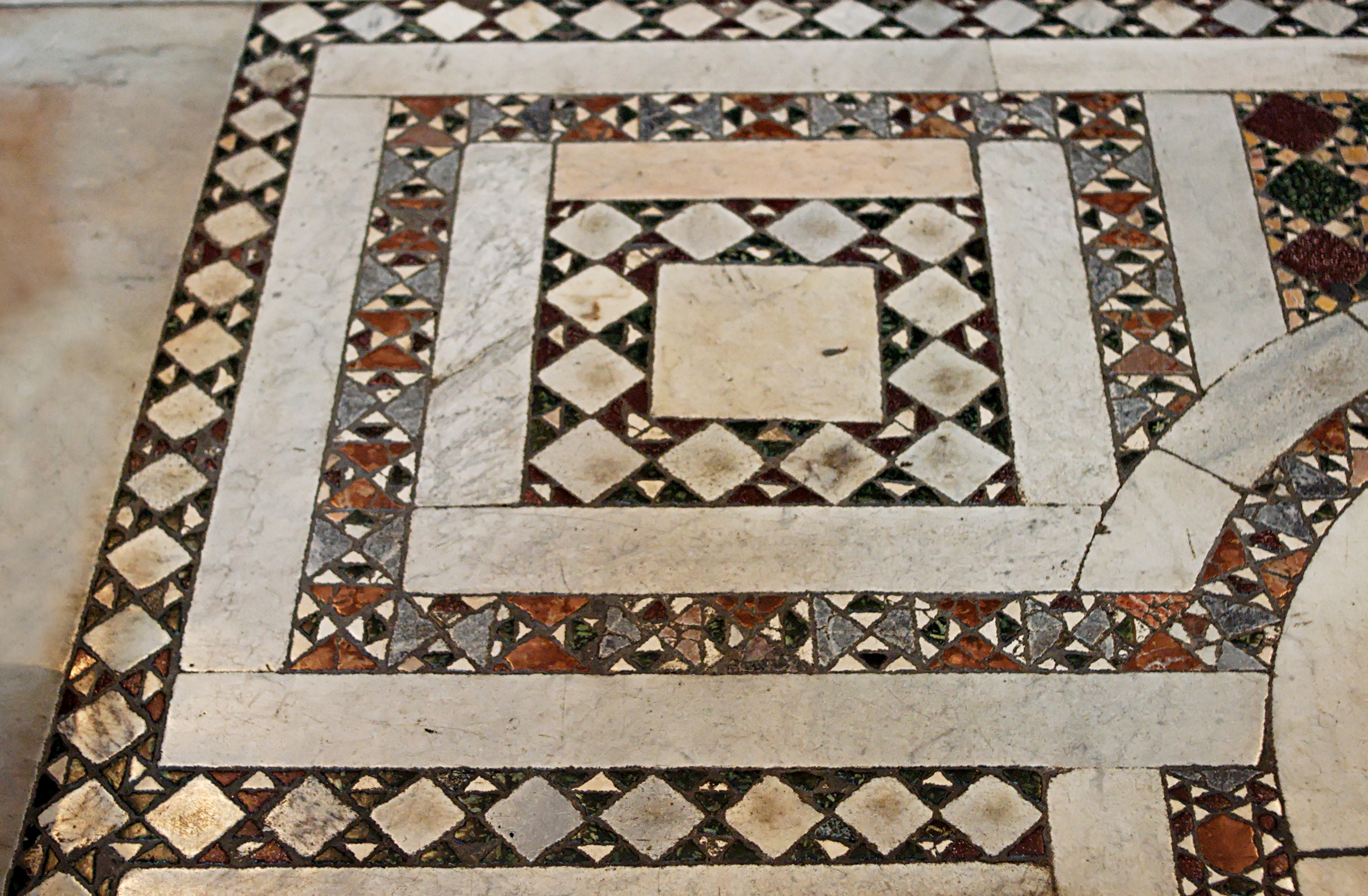
Suelo de mármol estilo cosmati.
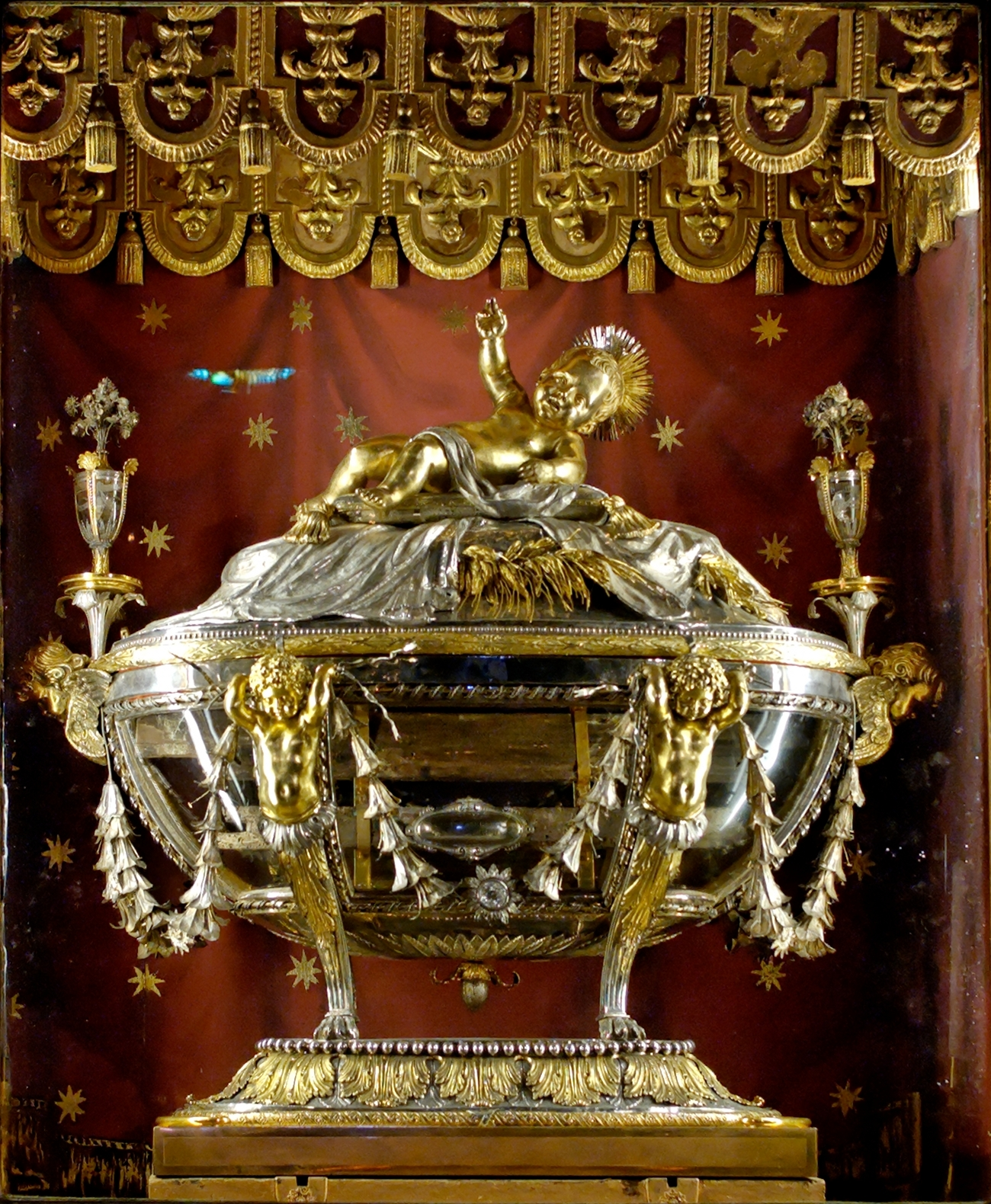
Relicario del Pesebre.
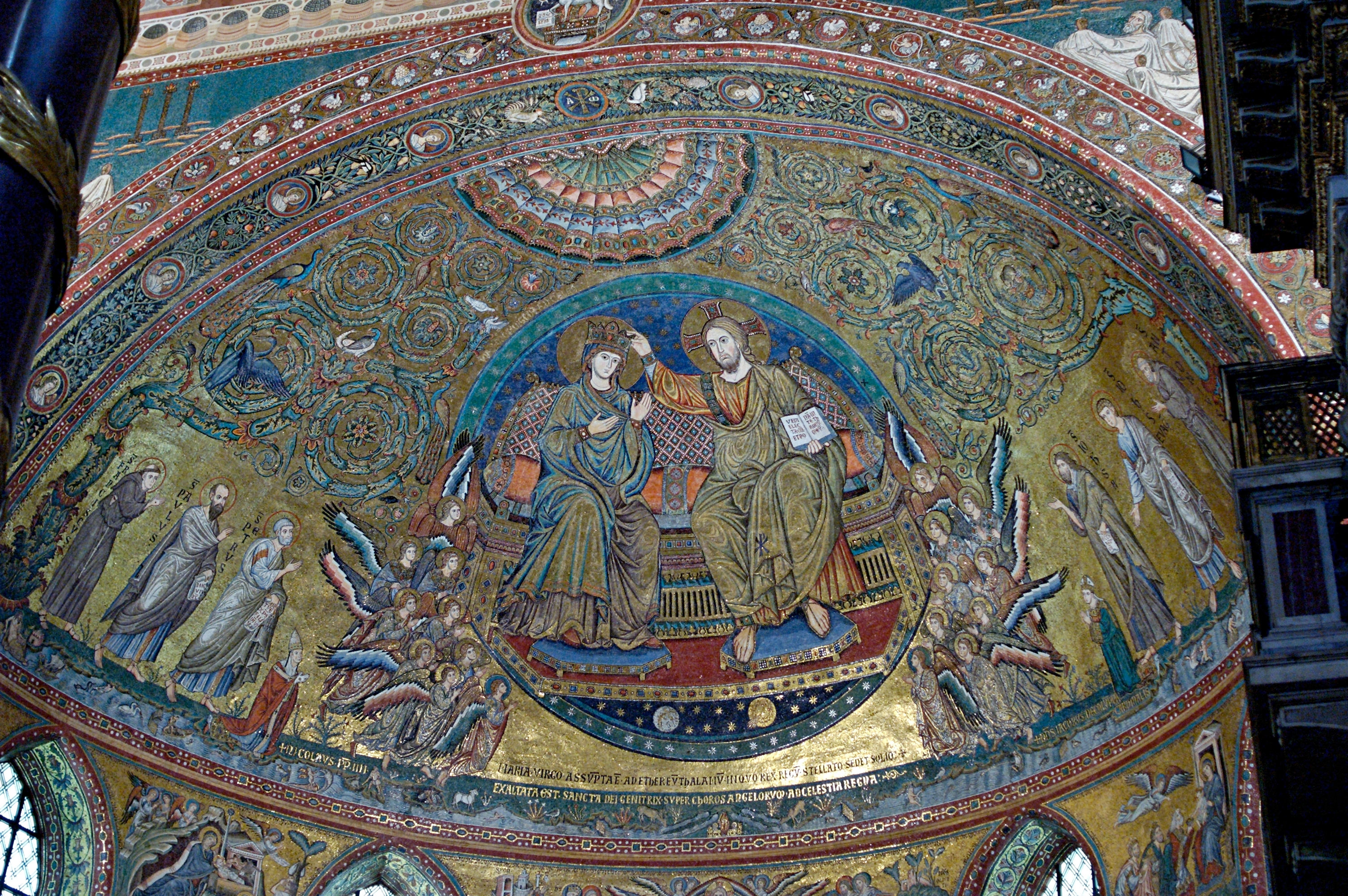
Mosaico de la Coronación de la Virgen.
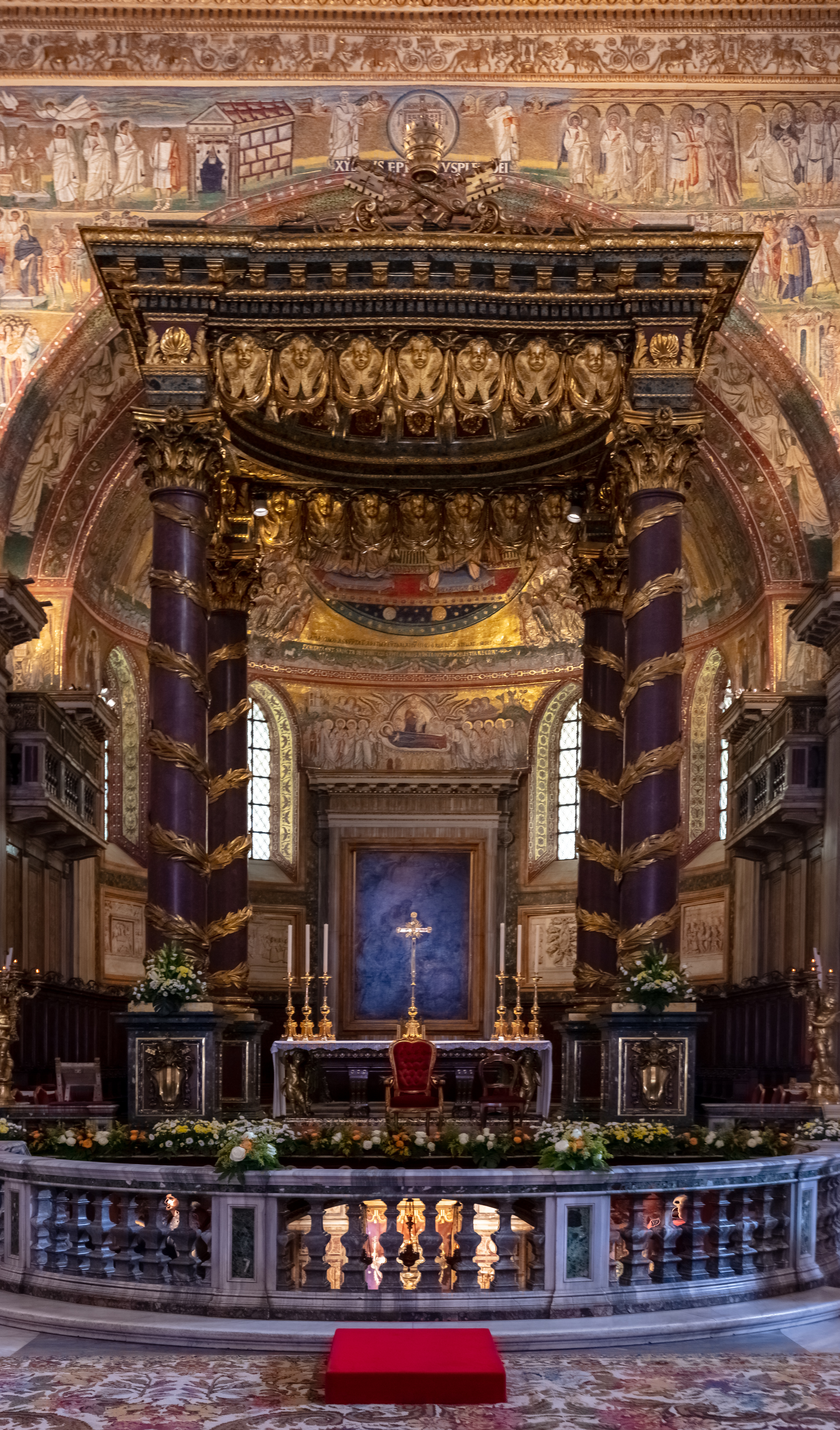
Baldaquino.
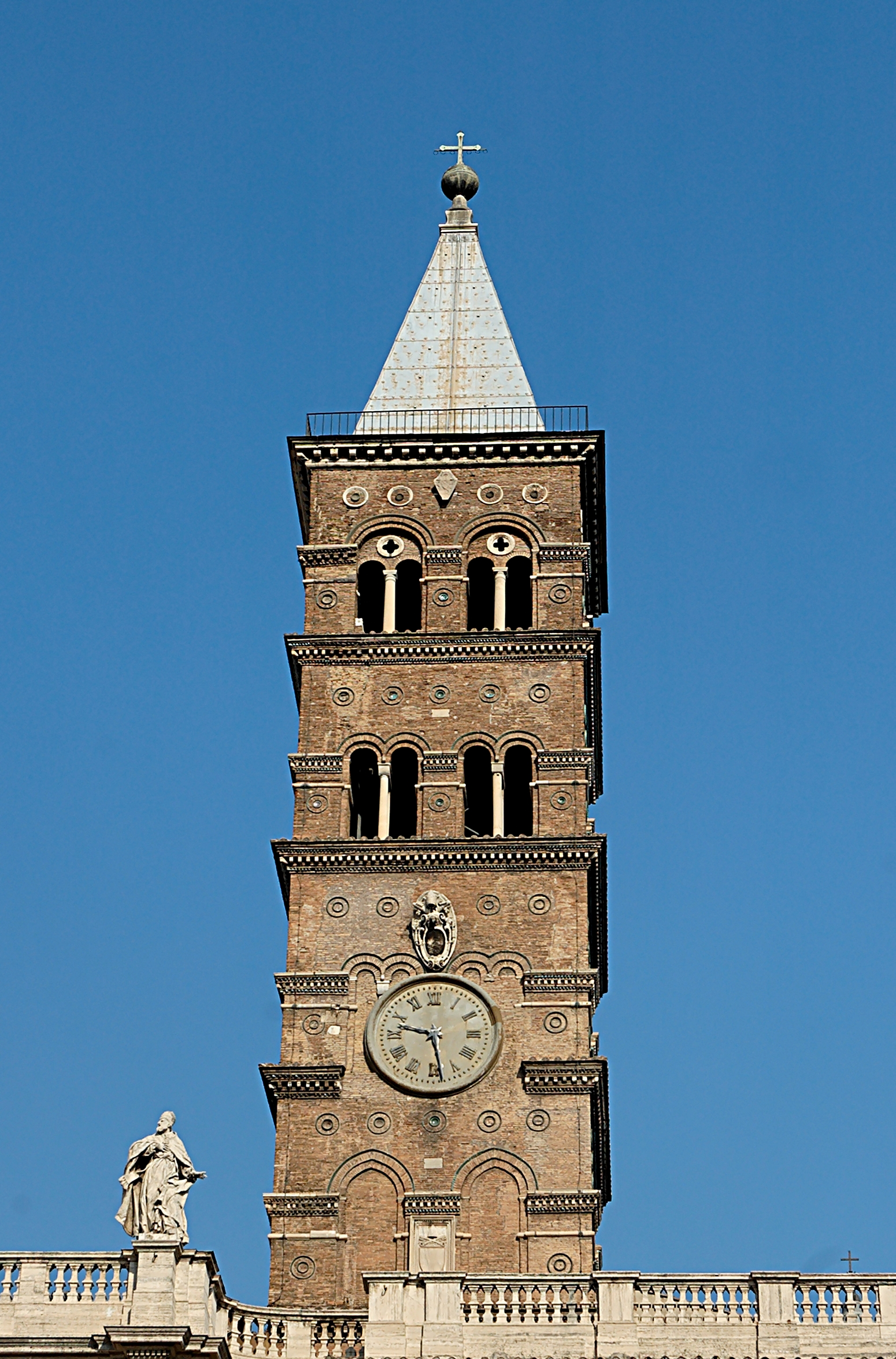
Campanario medieval.
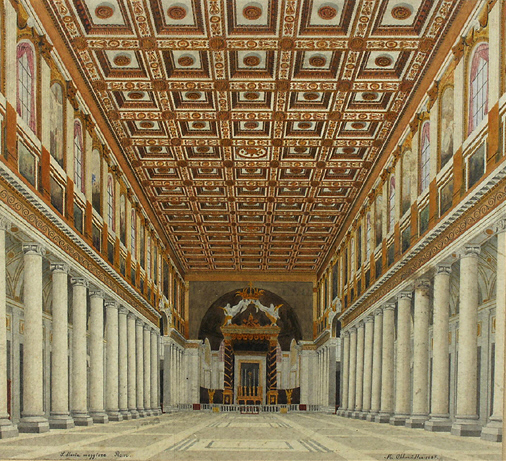
Vista interior, de 1883, con el baldaquino ante el altar.
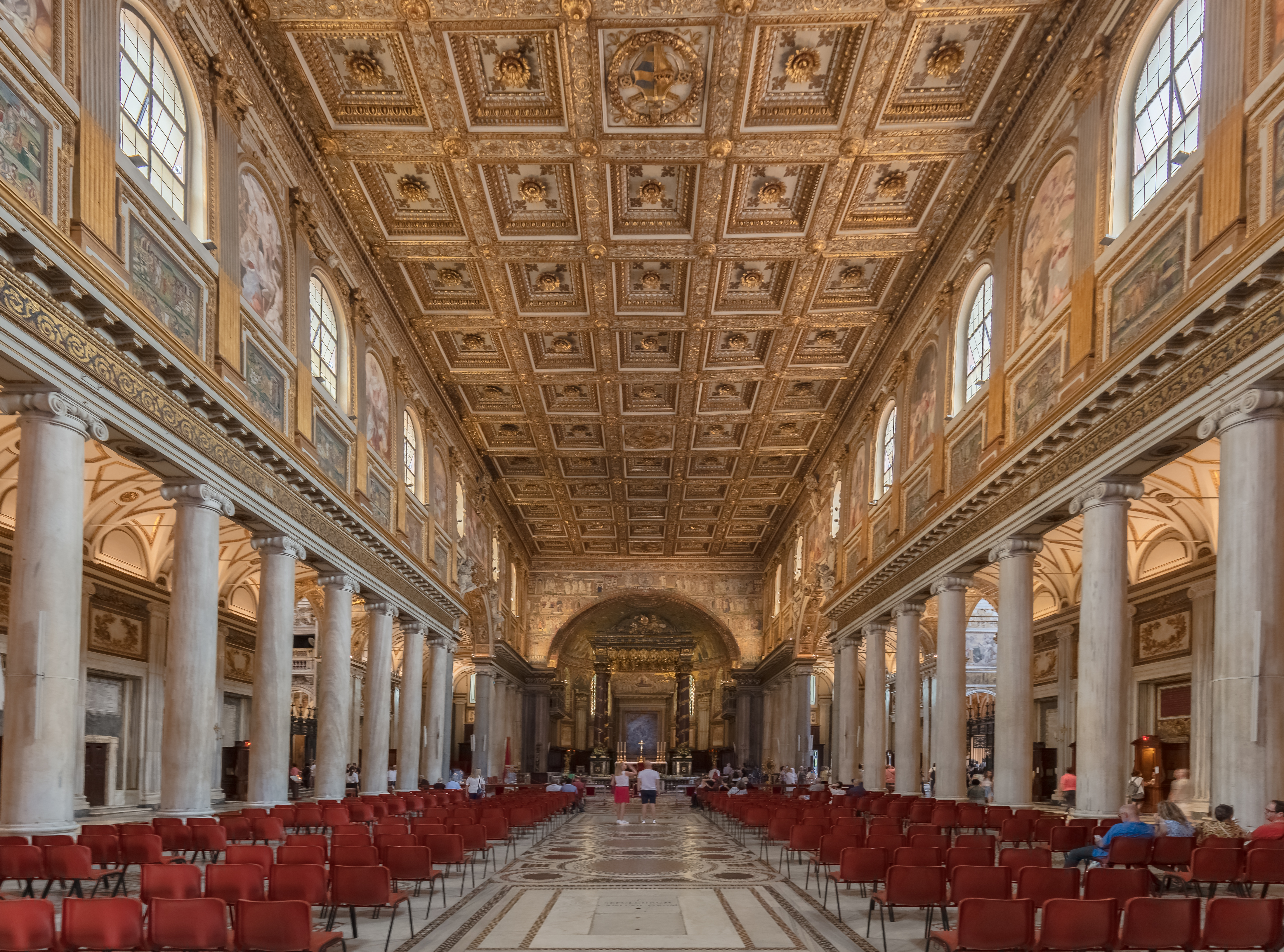
Vista interior, de 2022.
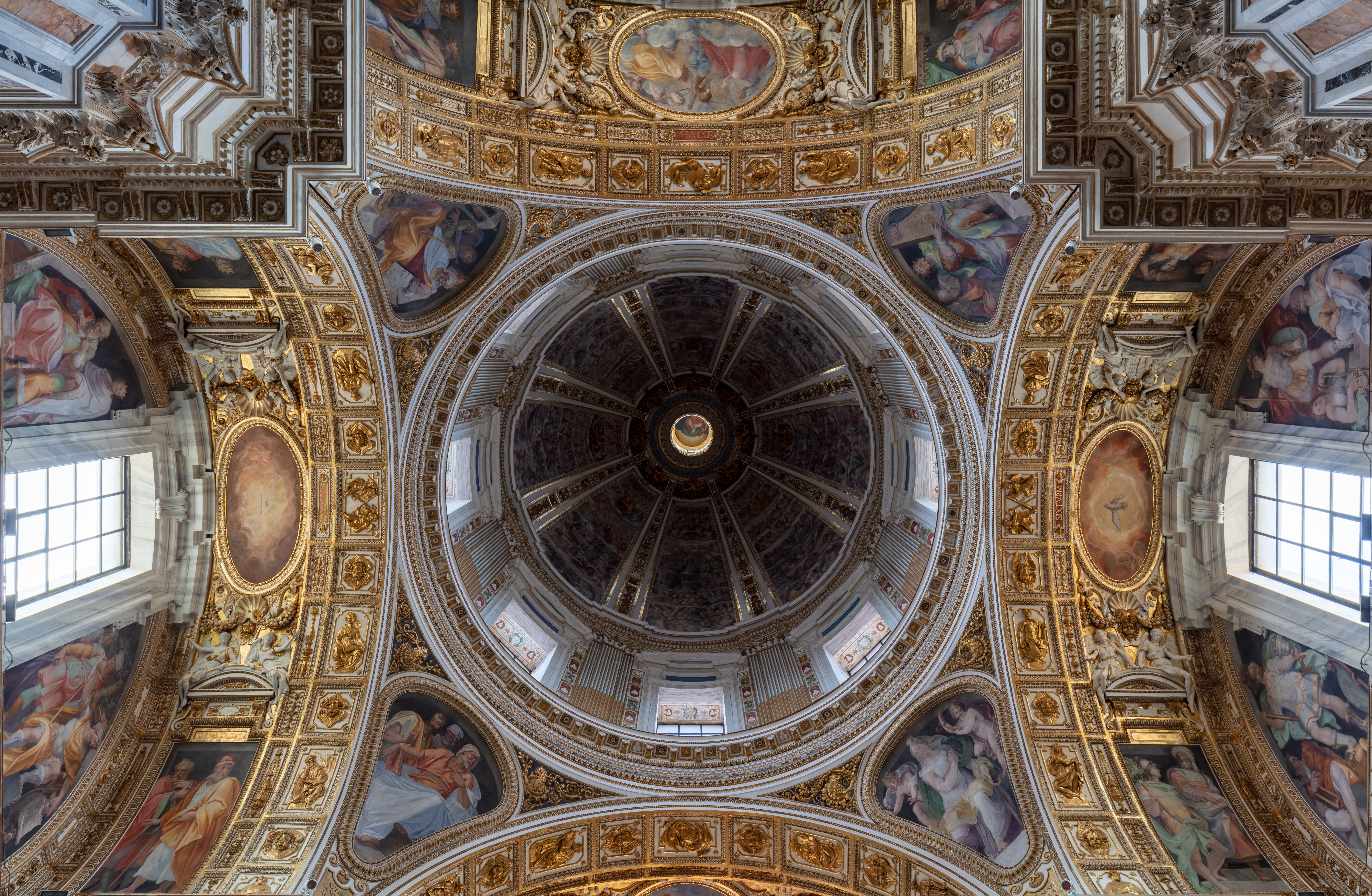
Interior de la cúpula.